# Орлик Андрій В'ячеславович
Андрій В'ячеславович Орлик (нар. 6 березня 1998, Шостка, Сумська область, Україна) — український лижник, член збірної України на Олімпійських іграх 2018 року.

## Кар'єра
Почав займатися лижними перегонами у 7 років у своєму рідному місті Шостка. Першим турніром на якому виступив Орлик був Зимовий європейський юнацький Олімпійський фестиваль 2015 року, що проходив у місті Штег, Ліхтенштейн. Там він зайняв 4-те та 6-те місце. Наступного року спортсмен взяв участь у Зимових юнацьких Олімпійських іграх в Ліллегаммері. У гонці на 10 км вільним стилем він фінішував 5-им.
Орлик взяв участь у двох чемпіонатах світу. Найкращим результатом лижника на цих змаганнях є 59-те місце у гонці на 15 км класичним стилем у 2017 році.
У Кубку світу спортсмен дебютував 11 грудня 2016 року в Давосі, де став 91-им у спринті. Станом на лютий 2018 року найкращим результатом Орлика є 70-те місце у гонці класичним стилем, яке лижник здобув 19 лютого 2017 року в Отепяе.

## Виступи на Олімпійських іграх
| Рік  | Місце проведення          | КЛ | СП |
| ---- | ------------------------- | -- | -- |
| 2018 | Пхьончхан, Південна Корея |    | 79 |

## Виступи на чемпіонатах світу
| Рік  | Місце проведення       | КЛ | СП | КС | ЕС   |
| ---- | ---------------------- | -- | -- | -- | ---- |
| 2015 | Фалун                  |    | 75 | 19 | 17   |
| 2017 | Контіолахті, Фінляндія | 59 | 85 |    | Коло |